# Hinojales

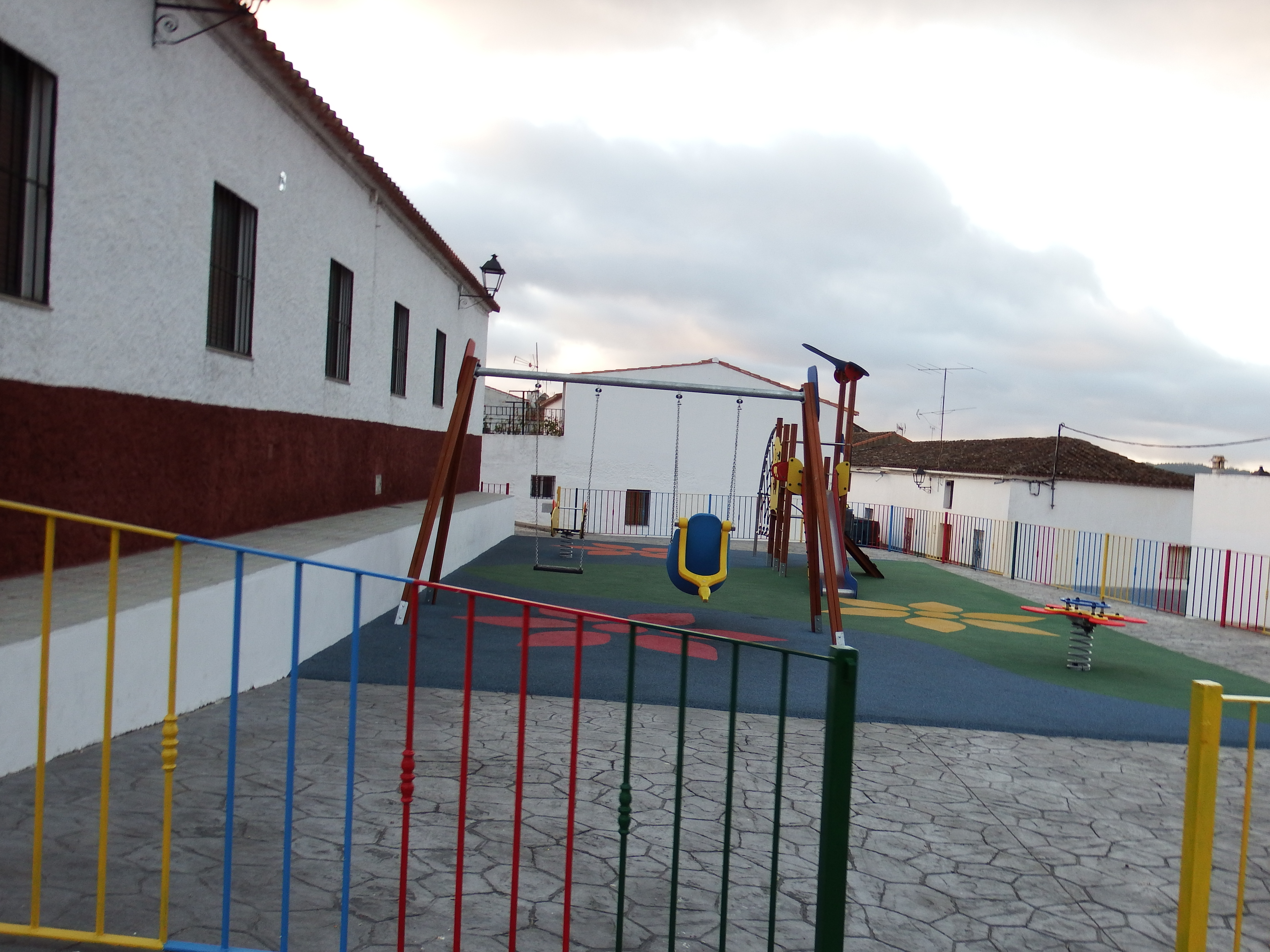

Huy hiệu của Hinojales

Cờ của Hinojales

Hinojales là một đô thị ở tỉnh Huelva, Andalucía, Tây Ban Nha. Năm 2007, đô thị này có 353 dân. Diện tích đô thị này là 27 km² và mật độ dân số là 14,1 người/km². Tọa độ của đô thị này là 38º 00' độ vĩ bắc, 6º 35' độ kinh đông. Hinojales nằm trên độ cao 606 mét và cách tỉnh lỵ Huelva 143 km.